# Иоанн (Малиновский)
Иеросхимонах Иоанн (в мантии Исаакий, в миру Иван Иванович Малиновский; 2 [13] мая 1763, слобода Подновье, Нижегородская провинция, Нижегородская губерния — 4 [16] сентября 1849, Иоанно-Предтеченский скит, Калужская губерния) — иеросхимонах Русской православной церкви, насельник Иоанно-Предтеченского скита Оптиной пустыни. Автор полемических произведений против старообрядчества.

## Биография
Из его опубликованный сочинений известно, что родился он 2 мая 1763 года в семье Иоанна и Анны, по прозванию Малиновских, живших в экономической слободе Подновье в пяти верстах от Нижнего Новгорода. Крещён и святым миром помазан от православного священника. Оставшись по смерти родителей своих пяти лет круглым сиротою, воспитался и грамоте русской обучался у старообрядцев. В его некрологе говорится: «Хотя он и не получил в юности своей образования в науках, чтобы излагать мысли свои по правилам, и даже не умел иначе писать, как только церковными буквами (по общему выражению — полууставом), но чрез прилежное и внимательное со смирением и молитвою чтение душеполезных книг приобрёл свыше просвещение духовного разума познавать силу истины, которую он в своих писаниях излагал простым и прямым от сердца слогом».
На семнадцатом году, по склонности своей к пустынническому житию и по совету воспитателей, удалился в Керженские старообрядческие скиты, находящиеся в лесах. Оттуда перешёл в Рымовские леса в старообрядческий скит, называемый Высоковским, в коем пострижен в монашество на 22 году от роду, с наречением имени Исаакий. В 1790 году оставил старообрядчество.
В 1808 году монах Исаакий поступил в Единоверческий Корсунский монастырь Екатеринославской епархии, где и рукоположён в 25 декабря 1810 года во иеродиакона, а 26 декабря — во иеромонаха Архиепископом Екатеринославским Платоном.
В 1820 года переместился в Георгиевский монастырь той же епархии, в число духовенства Черноморского флота. В летнее время отправляем был для священного служения на кораблях.
В 1825 году уволен от флотской службы согласно прошению его по старости лет в Александро-Свирский монастырь Новгородской епархии.
В 1828 году в июне месяце, по воле Высокопреосвященнейшего Серафима, митрополита Новгородского и Санкт-Петербургского, послан был вместе с единодушным своим сподвижником иеромонахом Симеоном и с прочими членами в Старорусскую Духовную Миссию для обращения из старообрядчества военных поселян.
По возвращении в 1829 году удостоился получить благословение и признательность митрополита Серафима и был оставлен в числе братства Александро-Невской Лавры, находился в киновии той Лавры. Проживши там четыре года, смиренно просил митрополита Серафима уволить его по старости лет и по внутреннему влечению от юности к уединению в Козельскую Введенскую Оптину Пустынь.
По увольнении из Александро-Невской Лавры в августе 1834 года прибыл на жительство в скит Оптиной Пустыни, где исправлял в скитской церкви священнослужение.
В 1836 году принял великую схиму с наречением имени Иоанн. В тот период опубликовал несколько сочинений с критикой раскола. Он сообщил в своих сочинениях множество сведений о мнениях и делах разных толков, в которых он сам был.
С 1848 года чаще стали посещать старца болезни, особенно тяжёлая последняя его болезнь. И он не выходил уже из келлии своей до кончины. Похоронен на скитском кладбище, располагавшийся у южной стены Скита.

## Публикации
- Доказательство о древности трёхперстного сложения и святительского именословного благословения. Москва, 1839 год.
- Дополнения к доказательствам о древности трёхперстного сложения. Москва. 1839 год.
- Дух мудрования некоторых раскольнических толков. Москва. 1841 год.
- Обличение заблуждений раскольников перекрещеванцев с показанием истинного крещения. С.-Петербург. 1847 год.
- Доказательства непоколебимости и важности Святой Соборной и Апостольской Кафолической Церкви Восточной. Москва. 1849 год.
- «Беседа в разрешение старообрядческих сомнений о принятии благословенных священников от православной восточной церкви» (M., 1851).